# Jyväskylä
Jyväskylä er en by i det centrale Finland, med et indbyggertal  på godt 145.000 mennesker (pr. 2022). Byen ligger i Centralfinlands len, og er venskabsby med den danske by Esbjerg.
Jyväskylä blev grundlagt i 1837 af Zar Nikolaj 1. af Rusland. Den berømte arkitekt Alvar Aalto stammer fra byen.
62°14′N 25°44′Ø / 62.233°N 25.733°Ø
- Wikimedia Commons har flere filer relateret til Jyväskylä